# قرار مجلس الأمن التابع للأمم المتحدة رقم 2022
قرار مجلس الأمن التابع للأمم المتحدة رقم 2022، المتخذ بالإجماع في 2 ديسمبر 2011، بعد التذكير بالقرار 2009 (2011).

## القرار
تأكيدًا على أهمية استمرار دعم الأمم المتحدة للحكومة الانتقالية الليبية في معالجة الأولويات العاجلة، مدد مجلس الأمن ولاية بعثة الأمم المتحدة للدعم في ليبيا حتى 16 مارس 2012.
باعتماد القرار 2022 (2011) بالإجماع، قرر المجلس أيضًا أن ولاية البعثة ينبغي أن تشمل، بالتنسيق والتشاور مع الحكومة الانتقالية، مساعدة ودعم الجهود الوطنية للتصدي لخطر انتشار جميع الأسلحة والمواد ذات الصلة ولا سيما صواريخ أرض-جو المحمولة على الكتف.
أنشئت البعثة بموجب قرار المجلس 2009 (2011) المؤرخ 16 أيلول/سبتمبر لفترة أولية مدتها ثلاثة أشهر، كانت الولاية الأصلية للبعثة هي مساعدة الجهود الوطنية الليبية لاستعادة الأمن العام وتعزيز سيادة القانون وتعزيز الحوار السياسي الشامل والمصالحة الوطنية والشروع في صياغة الدستور والعمليات الانتخابية.

## روابط خارجية
- النص الكامل لقرار مجلس الأمن 2022